# Доброшинци
Доброшинци (на македонска литературна норма: Доброшинци) е село в община Василево на Северна Македония.

## География
Селото е разположено северно от Струмица, в южното подножие на Огражден.

## История
През XIX век Доброшинци е смесено българо-турско село. В „Етнография на вилаетите Адрианопол, Монастир и Салоника“, издадена в Константинопол в 1878 година и отразяваща статистиката на населението от 1873 година, Доброшинци (Dobrochintzi) е посочено като село с 50 домакинства, като жителите му са 147 българи и 40 мюсюлмани. Според статистиката на Васил Кънчов („Македония. Етнография и статистика“) от 1900 г. Добрешенци е населявано от 320 жители, от които 60 българи християни и 260 турци.
В началото на XX век цялото християнско население на Доброшинци е под върховенството на Българската екзархия. По данни на секретаря на екзархията Димитър Мишев („La Macédoine et sa Population Chrétienne“) през 1905 година в Добришинци има 40 българи екзархисти и 12 цигани. В селото функционира българско училище.
Според Димитър Гаджанов в 1916 година в Доброшинци живеят 359 турци, а останалите жители на селото са българи.
Според преброяването от 2002 година селото има 936 жители.
| Националност | Всичко |
| македонци    | 753    |
| албанци      | 0      |
| турци        | 182    |
| роми         | 0      |
| власи        | 0      |
| сърби        | 0      |
| бошняци      | 0      |
| други        | 1      |